# Elezioni amministrative in Italia del 1983
Il 26 e 27 giugno 1983 in Italia si votò per il rinnovo di numerosi consigli provinciali e comunali in tutto il paese, in contemporanea con le elezioni politiche e con le elezioni regionali in Friuli-Venezia Giulia e in Valle d'Aosta. Il 20 e 21 novembre si votò per il rinnovo dei consigli comunali di Napoli, Reggio Calabria e di altri comuni del Mezzogiorno (tra cui Andria, Crotone e Vibo Valentia), in contemporanea con le elezioni regionali in Trentino-Alto Adige.

## Elezioni comunali

### Novara
| Liste                                                  | Voti   | %    | Seggi |
| ------------------------------------------------------ | ------ | ---- | ----- |
| Partito Comunista Italiano (PCI)                       | 18.956 | 27,6 | 15    |
| Democrazia Cristiana (DC)                              | 18.191 | 26,5 | 14    |
| Partito Socialista Italiano (PSI)                      | 10.686 | 15,6 | 8     |
| Partito Socialista Democratico Italiano (PSDI)         | 7.226  | 10,5 | 5     |
| Partito Repubblicano Italiano (PRI)                    | 3.826  | 5,6  | 3     |
| Movimento Sociale Italiano - Destra Nazionale (MSI-DN) | 3.647  | 5,3  | 2     |
| Partito Liberale Italiano (PLI)                        | 3.573  | 5,2  | 2     |
| Partito di Unità Proletaria per il Comunismo (PDUP)    | 1.346  | 2,0  | 1     |
| Altri                                                  | 1.150  | 1,7  | -     |
| Totale                                                 | 68.601 |      | 50    |

### Pavia
| Liste                                                  | Voti   | %    | Seggi |
| ------------------------------------------------------ | ------ | ---- | ----- |
| Democrazia Cristiana (DC)                              | 17.321 | 28,9 | 13    |
| Partito Comunista Italiano (PCI)                       | 16.094 | 26,8 | 12    |
| Partito Socialista Italiano (PSI)                      | 10.567 | 17,6 | 7     |
| Partito Socialista Democratico Italiano (PSDI)         | 4.491  | 7,5  | 3     |
| Partito Repubblicano Italiano (PRI)                    | 3.249  | 5,4  | 2     |
| Movimento Sociale Italiano - Destra Nazionale (MSI-DN) | 2.594  | 4,3  | 1     |
| Partito Liberale Italiano (PLI)                        | 2.268  | 3,8  | 1     |
| Lista Verde (LV)                                       |        | 2,0  | -     |
| Altri                                                  |        | 3,7  | 1     |
| Totale                                                 | 59.980 |      | 40    |

### Belluno
| Liste                                                  | Voti   | %    | Seggi |
| ------------------------------------------------------ | ------ | ---- | ----- |
| Democrazia Cristiana (DC)                              | 7.952  | 32,4 | 14    |
| Partito Comunista Italiano (PCI)                       | 5.190  | 21,1 | 9     |
| Partito Socialista Democratico Italiano (PSDI)         | 3.602  | 14,7 | 6     |
| Partito Socialista Italiano (PSI)                      | 3.058  | 12,5 | 5     |
| Partito Repubblicano Italiano (PRI)                    | 2.118  | 8,6  | 3     |
| Partito Liberale Italiano (PLI)                        | 1.674  | 6,8  | 2     |
| Movimento Sociale Italiano - Destra Nazionale (MSI-DN) | 952    | 3,9  | 1     |
| Totale                                                 | 24.546 |      | 40    |

### Pordenone
| Liste                                                  | Voti   | %    | Seggi |
| ------------------------------------------------------ | ------ | ---- | ----- |
| Democrazia Cristiana (DC)                              | 12.860 | 36,8 | 16    |
| Partito Comunista Italiano (PCI)                       | 6.752  | 19,3 | 8     |
| Partito Socialista Italiano (PSI)                      | 4.384  | 12,6 | 5     |
| Partito Repubblicano Italiano (PRI)                    | 3.376  | 9,7  | 4     |
| Partito Socialista Democratico Italiano (PSDI)         | 2.337  | 6,4  | 2     |
| Movimento Sociale Italiano - Destra Nazionale (MSI-DN) | 2.043  | 5,9  | 2     |
| Partito Liberale Italiano (PLI)                        | 1.203  | 3,4  | 1     |
| Movimento Friuli (MF)                                  |        | 2,3  | 1     |
| Radicali - Verdi                                       |        | 2,2  | 1     |
| Altri                                                  |        | 1,4  | -     |
| Totale                                                 |        |      | 40    |

### Ravenna
| Liste                                                  | Voti    | %    | Seggi |
| ------------------------------------------------------ | ------- | ---- | ----- |
| Partito Comunista Italiano (PCI)                       | 48.173  | 47,8 | 25    |
| Partito Repubblicano Italiano (PRI)                    | 22.418  | 22,2 | 11    |
| Democrazia Cristiana (DC)                              | 14.198  | 14,1 | 7     |
| Partito Socialista Italiano (PSI)                      | 8.314   | 8,2  | 4     |
| Partito Socialista Democratico Italiano (PSDI)         | 2.253   | 2,2  | 1     |
| Partito Liberale Italiano (PLI)                        | 2.231   | 2,2  | 1     |
| Movimento Sociale Italiano - Destra Nazionale (MSI-DN) | 2.170   | 2,2  | 1     |
| Democrazia Proletaria (DP)                             | 1.120   | 1,1  | -     |
| Totale                                                 | 100.877 |      | 50    |

### Siena
| Liste                                                  | Voti   | %    | Seggi |
| ------------------------------------------------------ | ------ | ---- | ----- |
| Partito Comunista Italiano (PCI)                       | 18.538 | 41,1 | 17    |
| Democrazia Cristiana (DC)                              | 12.773 | 28,3 | 12    |
| Partito Socialista Italiano (PSI)                      | 6.383  | 14,2 | 6     |
| Partito Repubblicano Italiano (PRI)                    | 2.175  | 4,8  | 2     |
| Movimento Sociale Italiano - Destra Nazionale (MSI-DN) | 1.901  | 4,2  | 1     |
| Partito Liberale Italiano (PLI)                        | 1.184  | 2,6  | 1     |
| Partito Socialista Democratico Italiano (PSDI)         | 1.149  | 2,6  | 1     |
| Democrazia Proletaria (DP)                             | 992    | 2,2  | -     |
| Totale                                                 | 45.095 |      | 40    |

### Ancona
| Liste                                                  | Voti   | %    | Seggi |
| ------------------------------------------------------ | ------ | ---- | ----- |
| Partito Comunista Italiano (PCI)                       | 26.598 | 35,1 | 18    |
| Democrazia Cristiana (DC)                              | 22.054 | 29,1 | 15    |
| Partito Socialista Italiano (PSI)                      | 10.064 | 13,3 | 7     |
| Partito Repubblicano Italiano (PRI)                    | 6.191  | 8,2  | 4     |
| Partito Socialista Democratico Italiano (PSDI)         | 3.278  | 4,3  | 2     |
| Movimento Sociale Italiano - Destra Nazionale (MSI-DN) | 3.010  | 4,0  | 2     |
| Lista Verde (LV)                                       | 2.262  | 3,0  | 1     |
| Partito Liberale Italiano (PLI)                        | 1.549  | 2,0  | 1     |
| Democrazia Proletaria (DP)                             | 757    | 1,0  | -     |
| Totale                                                 | 75.763 |      | 50    |

### Napoli
Le elezioni si tennero il 20 novembre.
| Liste                                                  | Voti    | %    | Seggi |
| ------------------------------------------------------ | ------- | ---- | ----- |
| Partito Comunista Italiano (PCI)                       | 181.745 | 27,0 | 23    |
| Democrazia Cristiana (DC)                              | 163.777 | 24,3 | 20    |
| Movimento Sociale Italiano - Destra Nazionale (MSI-DN) | 140.542 | 20,8 | 17    |
| Partito Socialista Italiano (PSI)                      | 70.615  | 10,5 | 9     |
| Partito Socialista Democratico Italiano (PSDI)         | 44.967  | 6,7  | 5     |
| Partito Repubblicano Italiano (PRI)                    | 33.333  | 4,9  | 4     |
| Partito Liberale Italiano (PLI)                        | 14.818  | 2,2  | 1     |
| Partito Radicale (PR)                                  | 8.981   | 1,3  | 1     |
| Democrazia Proletaria (DP)                             | 6.416   | 1,0  | -     |
| Partito Monarchico Nazionale (PMN)                     | 1.014   | 0,1  | -     |
| Altri                                                  | 7.836   | 1,2  | -     |
| Totale                                                 | 674.044 |      | 80    |

### Reggio Calabria
Le elezioni si tennero il 20 novembre.
| Liste                                                  | Voti    | %    | Seggi |
| ------------------------------------------------------ | ------- | ---- | ----- |
| Democrazia Cristiana (DC)                              | 33.377  | 31,1 | 17    |
| Partito Socialista Italiano (PSI)                      | 23.525  | 21,9 | 12    |
| Partito Comunista Italiano (PCI)                       | 13.181  | 12,3 | 6     |
| Partito Socialista Democratico Italiano (PSDI)         | 10.687  | 9,9  | 5     |
| Movimento Sociale Italiano - Destra Nazionale (MSI-DN) | 9.661   | 9,0  | 5     |
| Partito Repubblicano Italiano (PRI)                    | 7.053   | 6,6  | 3     |
| Alleanza per Reggio                                    | 5.424   | 5,0  | 2     |
| Partito Liberale Italiano (PLI)                        | 1.786   | 1,7  | -     |
| Partito Radicale (PR)                                  | 1.255   | 1,2  | -     |
| Democrazia Proletaria (DP)                             | 698     | 0,6  | -     |
| Altri                                                  | 762     | 0,7  | -     |
| Totale                                                 | 107.408 |      | 50    |

### Catania
| Liste                                                  | Voti | %    | Seggi |
| ------------------------------------------------------ | ---- | ---- | ----- |
| Democrazia Cristiana (DC)                              |      | 33,4 | 22    |
| Partito Socialista Italiano (PSI)                      |      | 12,0 | 7     |
| Partito Comunista Italiano (PCI)                       |      | 12,0 | 7     |
| Partito Repubblicano Italiano (PRI)                    |      | 11,4 | 7     |
| Movimento Sociale Italiano - Destra Nazionale (MSI-DN) |      | 11,2 | 7     |
| Partito Socialista Democratico Italiano (PSDI)         |      | 10,4 | 6     |
| Partito Liberale Italiano (PLI)                        |      | 3,6  | 2     |
| Lista Verde (LV)                                       |      | 1,3  | -     |
| Democrazia Proletaria (DP)                             |      | 0,7  | -     |
| Altri                                                  |      | 4,0  | 1     |
| Totale                                                 |      |      | 59    |

## Elezioni provinciali

### Provincia di Pavia
| Liste                                                  | Voti    | %    | Seggi |
| ------------------------------------------------------ | ------- | ---- | ----- |
| Partito Comunista Italiano (PCI)                       | 130.884 | 36,9 | 12    |
| Democrazia Cristiana (DC)                              | 102.434 | 28,9 | 9     |
| Partito Socialista Italiano (PSI)                      | 50.355  | 14,2 | 4     |
| Movimento Sociale Italiano - Destra Nazionale (MSI-DN) | 20.720  | 5,8  | 2     |
| Partito Socialista Democratico Italiano (PSDI)         | 18.343  | 5,2  | 1     |
| Partito Repubblicano Italiano (PRI)                    | 13.914  | 3,9  | 1     |
| Partito Liberale Italiano (PLI)                        | 12.345  | 3,5  | 1     |
| Democrazia Proletaria (DP)                             | 5.748   | 1,6  | -     |
| Totale                                                 | 354.743 |      | 30    |

### Provincia di Gorizia
| Liste                                                  | Voti    | %    | Seggi |
| ------------------------------------------------------ | ------- | ---- | ----- |
| Democrazia Cristiana (DC)                              | 33.416  | 33,2 | 8     |
| Partito Comunista Italiano (PCI)                       | 31.007  | 30,8 | 8     |
| Partito Socialista Italiano (PSI)                      | 10.428  | 10,4 | 3     |
| Partito Socialista Democratico Italiano (PSDI)         | 6.639   | 6,6  | 2     |
| Partito Repubblicano Italiano (PRI)                    | 6.124   | 6,1  | 1     |
| Movimento Sociale Italiano - Destra Nazionale (MSI-DN) | 5.371   | 5,3  | 1     |
| Unione Slovena (US)                                    | 2.996   | 3,0  | 1     |
| Partito Liberale Italiano (PLI)                        | 2.575   | 2,5  | -     |
| Lista per Trieste (LpT)                                | 2.101   | 2,1  | -     |
| Totale                                                 | 100.657 |      | 24    |

### Provincia di Ravenna
| Liste                                                  | Voti    | %    | Seggi |
| ------------------------------------------------------ | ------- | ---- | ----- |
| Partito Comunista Italiano (PCI)                       | 132.614 | 50,6 | 16    |
| Democrazia Cristiana (DC)                              | 50.447  | 19,2 | 6     |
| Partito Repubblicano Italiano (PRI)                    | 39.287  | 15,0 | 5     |
| Partito Socialista Italiano (PSI)                      | 19.824  | 7,6  | 2     |
| Movimento Sociale Italiano - Destra Nazionale (MSI-DN) | 5.817   | 2,2  | 1     |
| Partito Liberale Italiano (PLI)                        | 5.281   | 2,0  | -     |
| Partito Socialista Democratico Italiano (PSDI)         | 5.212   | 2,0  | -     |
| Democrazia Proletaria (DP)                             | 3.707   | 1,4  | -     |
| Totale                                                 | 262.189 |      | 30    |

### Provincia di Viterbo
| Liste                                                  | Voti    | %    | Seggi |
| ------------------------------------------------------ | ------- | ---- | ----- |
| Partito Comunista Italiano (PCI)                       | 64.418  | 34,6 | 9     |
| Democrazia Cristiana (DC)                              | 57.793  | 31,1 | 8     |
| Partito Socialista Italiano (PSI)                      | 21.931  | 11,8 | 3     |
| Movimento Sociale Italiano - Destra Nazionale (MSI-DN) | 17.170  | 9,2  | 2     |
| Partito Repubblicano Italiano (PRI)                    | 7.766   | 4,2  | 1     |
| Partito Socialista Democratico Italiano (PSDI)         | 7.425   | 4,0  | 1     |
| Partito Liberale Italiano (PLI)                        | 5.114   | 2,7  | -     |
| Lista Verde (LV)                                       |         | 1,2  | -     |
| Partito Nazionale Pensionati (PNP)                     |         | 1,2  | -     |
| Totale                                                 | 186.070 |      | 24    |